# یواس‌اس رایت (سی‌وی‌ال-۴۹)
یواس‌اس رایت (سی‌وی‌ال-۴۹) (به انگلیسی: USS Wright (CVL-49)) یک کشتی بود که طول آن ۶۸۴ فوت (۲۰۸ متر) بود. این کشتی در سال ۱۹۴۵ ساخته شد.